# Harwood Heights
Harwood Heights est un village situé en banlieue de Chicago dans le comté de Cook, dans l'Illinois, aux États-Unis. La municipalité est complètement encerclée par la ville de Chicago et le village de Norridge. Selon le bureau du recensement des États-Unis, Harwood Heights avait une population de 8 612 habitants en 2010. Son territoire s'étend sur 2 km2.